# Khair ed-Din
Khair ed-Din (med flera varierande stavningar), även känd som Barbarossa (italienska för "rödskägg"), var den yngre av två bröder, och som på 1500-talet var en av de mest kända ledarna för de osmanska flottorna i Medelhavet. 

## Biografi
De båda bröderna föddes under 1470-talet i byn Palaiokipos på ön Lesbos. De var söner till Yakup Ağa, en muslimsk man med albanskt ursprung, och en grekisk kristen kvinna från ön. Fadern hade hjälpt till i osmanernas erövring av ön. Den äldre brodern hette Horuk (Aruk eller Urudzj) och den yngre Khizr, men detta ändrades senare av den osmanske sultanen till Khair ed-Din ("god i tron"), som de kristna senare förvrängde till Hairaddin (Djereddin). 
Tidigt skaffade sig de bägge bröderna rykte som djärva sjömän och spred skräck i flera länder kring Medelhavet. Sedan de trätt i tjänst hos emiren av Tunis, gjorde de ansenliga erövringar längs norra Afrikas kuster. År 1515 sändes Horuk att hjälpa emiren av Alger mot spanjorerna. Han besegrade spanjorernas flotta, tog kontroll över Alger med omgivningar och lät mörda sultanen, vilket tvingade resterna av den splittrade dynastin att fly. 1518 stupade dock Horuk i en drabbning vid Oran mot spanjorerna när dessa försökte återupprätta det gamla styret. 

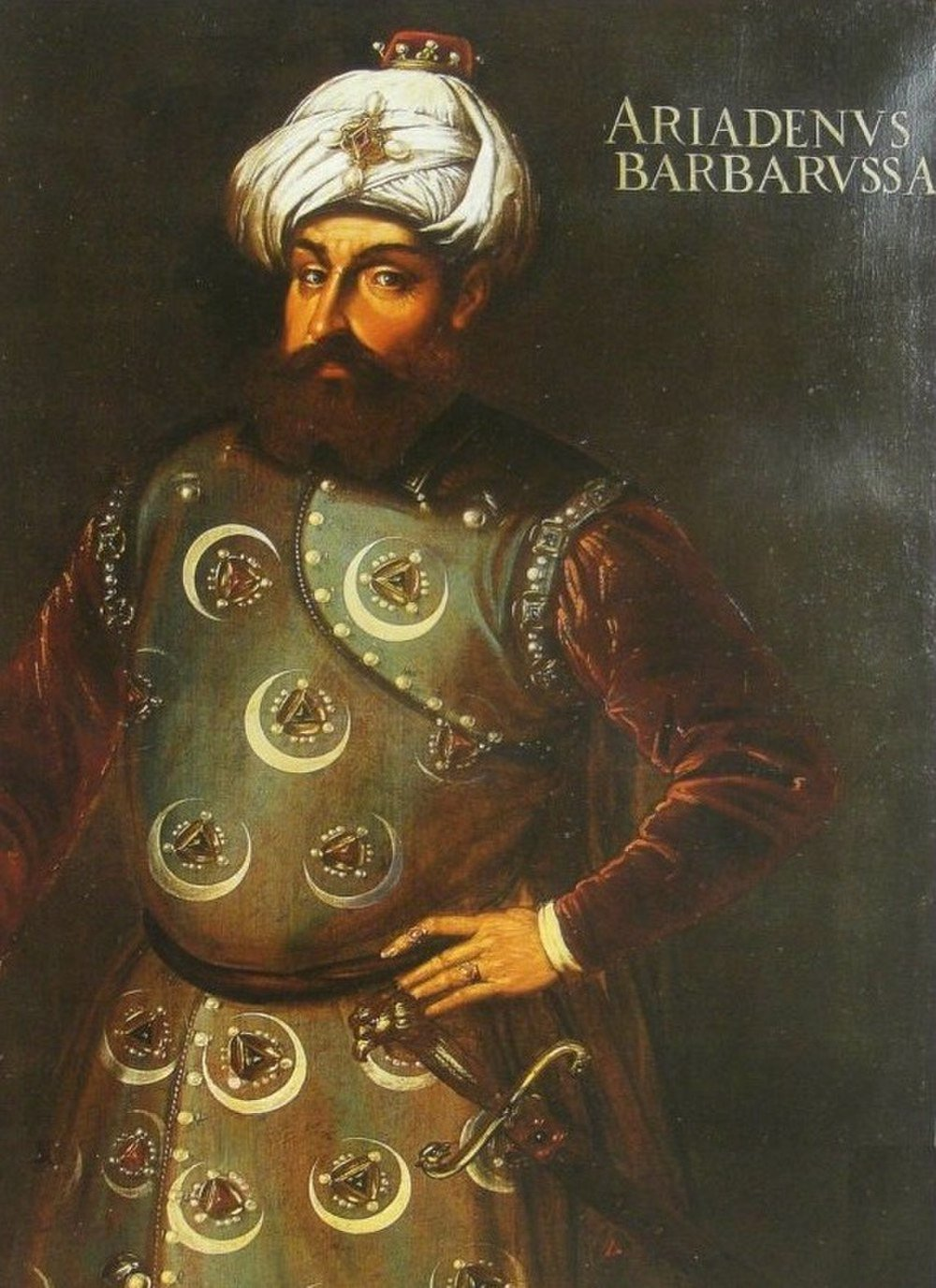
Khair ed-Din Barbarossa.

Khair ed-Din efterträdde sin bror som härskare över Alger och ställde sig 1519, genom ett fördrag, under osmanske sultanens överhöghet samt utvidgade snart sitt välde genom att underlägga sig Tunis. Han organiserade sjöröveriverksamhet på Medelhavet i stor skala och ledde en stor osmansk flotta under sultan Süleymans krigståg mot det Habsburgska Österrike. Detta tvingade år 1535 den tysk-romerska kejsaren Karl V till tåget mot Tunis, som han erövrade och återgav åt den fördrivne fursten. 
Khair ed-Din, som nu endast kontrollerade Alger, fortsatte att vara ett gissel för de kristna. Han blev 1536 av Süleyman I utnämnd till överbefälhavare (beglerbeg) över den osmanska flottan och förde bort invånarna i staden Mahón på Menorca, slog i Artaviken den genuesiske amiralen Andrea Doria och erövrade 1539, efter en tuff belägring Castelnuovo på dalmatiska kusten. 1540 förintade han en kristen flotta vid Kreta och 1542 hjälpte han Frans I av Frankrike under den fransk-osmanska alliansen samt medverkade till Nices intagande. Han dog vid hög ålder i Konstantinopel,Istanbul i dagens Turkiet 1546.